# Mosin-Nagant
Mosin-Nagant je označení pro několik typů opakovacích pušek vyráběných na území Ruska a Sovětského svazu. Šlo o pětirannou, vojenskou opakovací pušku s vnitřním zásobníkem, vyvinutou v letech 1882 až 1891 a používanou ozbrojenými silami Ruské říše, Sovětského svazu a různých dalších zemí. Jedná se o jednu z nejvíce masově vyráběných vojenských palných pušek v historii s více než 37 miliony vyrobených kusů od svého vzniku v roce 1891 a navzdory svému věku se používá v různých konfliktech po celém světě až do současnosti. Primárně je komorována pro původní náboj 7,62 × 54 mm R. 
Pušky a karabiny Mosin tvořily hlavní střeleckou výzbroj ruských a sovětských vojsk v průběhu první i druhé světové války. Proslavil ji mimo jiné nejúspěšnější finský odstřelovač Simo Häyhä a například sovětský odstřelovač Vasilij Zajcev.

## Historie

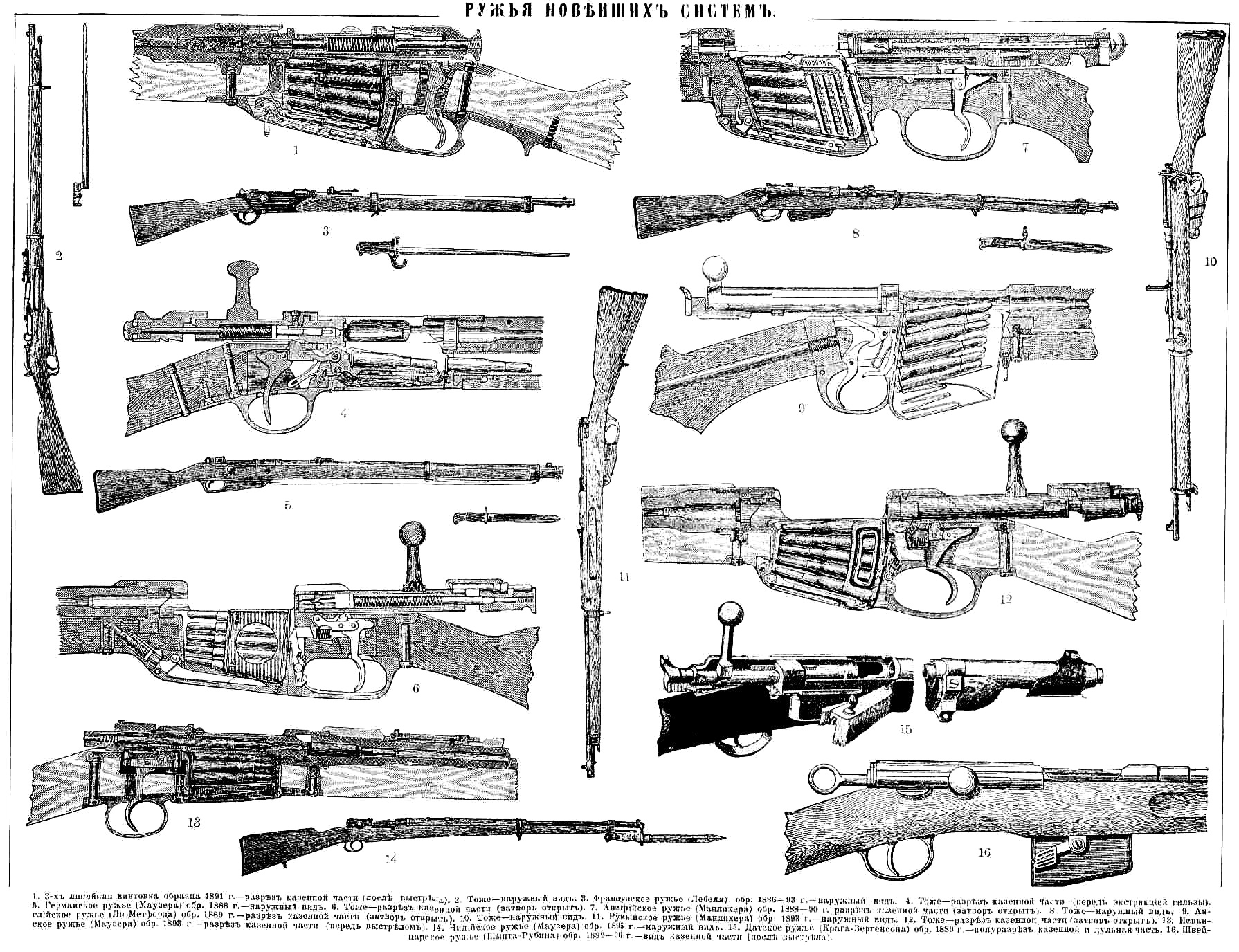
Schéma modelu 1891 vlevo nahoře

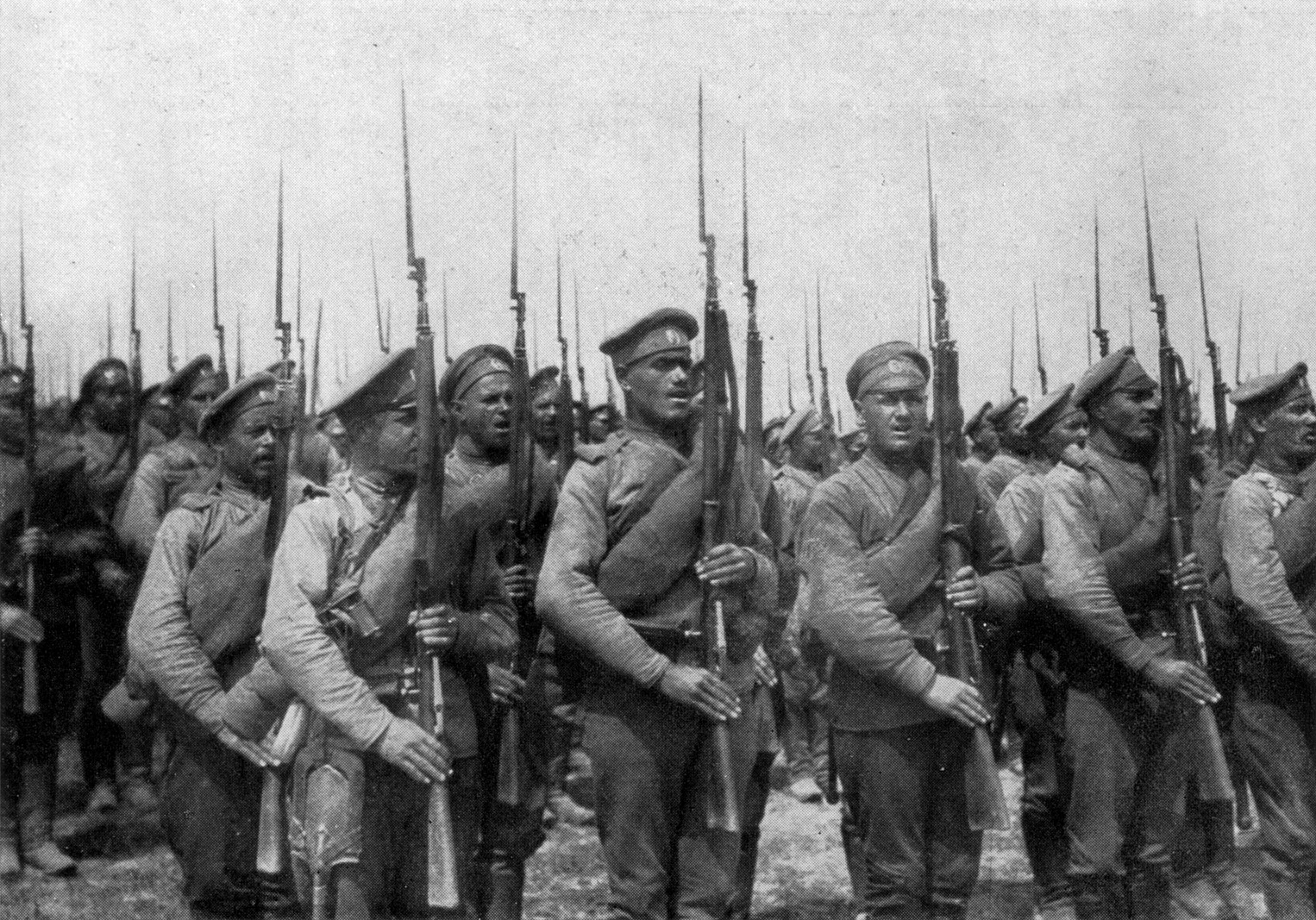
Ruští vojáci s puškami Mosin-Nagant za první světové války

První část označení pochází ze jména Sergeje Mosina, který byl důstojníkem ruského dělostřelectva a pracoval jako zbrojní inženýr carského arsenalu v Tule. Kolem roku 1885 se zapojil do výzkumu, jehož cílem bylo vyvinout novou pušku pro carskou armádu. Ruské vojsko do té doby používalo jednoranné pušky Berdan 2, které byly zoufale zastaralé. První zkoušky této zbraně se uskutečnily v roce 1890.
K Mosinově jednoranné pušce se potom připojila schránka na pět nábojů bratří Émila a Léona Nagantových. Vojenské jednotky dostaly tuto zbraň poprvé v roce 1891.
Oficiální označení pro Mosin-Nagant znělo v té době Trechlinějnaja vintovka obrazca 1891 goda – Tříčárková puška vzor 1891 (tříčárková je označení pro ráži – jedna čárka je 0,1 palce, 3 čárky jsou 0,3 palce, tedy 7,62 mm). Jako první vyrobila 500 000 těchto zbraní francouzská zbrojovka Manufacture d'armes de Châtellerault. Ruské továrny nabraly dech až v roce 1893, kdy ve tříletém období vyrobily více než 1,4 milionu těchto pušek. Tyto pušky se osvědčily v první světové válce, kdy Rusko dodalo Srbsku 120 000 pušek vzoru 1891.
Od roku 1907 se začaly vyrábět karabiny s hlavní zkrácenou na 510 mm (karabina Mosin-Nagant vzor 1907). V roce 1910 proběhla první modernizace pušek a karabin Mosin-Nagant (puška vzor 1891/10 a karabina vzor 1910). Hlavní změnou bylo zavedení nového rámečku hledí pro střelbu náboji se zahrocenou špičkou střely, které měly poněkud odlišné balistické vlastnosti. Lišil se od staršího typu prohnutým tvarem.
V průběhu první světové války mnoho pušek mosin ukořistily Ústřední mocnosti. Rakousko-uherská armáda dokonce okolo 45 000 kusů adaptovala na svůj náboj 8 mm mannlicher a zařadila je do své výzbroje. Po první světové válce pak puška mosin zůstala ve výzbroji mnoha států bývalého carského Ruska, případně ve výzbroji uskupení, které se účastnila ruské občanské války. Ve Finsku pak dokonce tamní zbrojovky vyráběly vlastní varianty pušky mosin s drobnými obměnami (ale v původní ráži).
Roku 1922 bylo rozhodnuto, že do výzbroje Rudé armády bude přijata pouze dragounská varianta pušky Mosin jako jednotná puška. V roce 1930 puška Mosin-Nagant vzor 1891 prošla omlazovací kúrou, ze které vzešly zbraně známé pod názvem vzor 1891/30 nebo vzor 1891/1930. Byla zjednodušena technologie výroby. Stupňovité rámečkové hledí s několika zářezy a se stupnicí v krocích bylo nahrazeno novějším sektorovým s metrickou stupnicí. Změněn byl tvar mušky, objevilo se chránítko mušky (napřed na tuleji bodáku, později na základně mušky). Dřívější uzavřené objímky pažby byly nahrazeny dělenými odpruženými. Původní hranaté pouzdro závěru změněno na okrouhlé, zádržka nábojů v zásobníku spojená s vyhazovačem byla nyní vyráběna ze dvou součástek.
Od roku 1931 byla zavedena odstřelovací puška Mosin 1891/30 s optickým hledím, dolů ohnutou klikou závěru, menšími výrobními tolerancemi a kvalitnějším zpracováním vývrtu hlavně. Používal se zaměřovací dalekohled typu PE zvětšující 4x nebo typ PU zvětšující 3,5x. Výroba započala roku 1932, kdy bylo zhotoveno pouze 749 ks a postupně vzrůstala. Roku 1938 bylo například vyrobeno už 19 545 ks odstřelovacích pušek Mosin. Minimální standatd pro příjmutí odstřelovací pušky Mosin armádou byl: 4 zásahy, s maximálním rozpětím 8 cm kolem zámerného bodu na vzdálenost 100m, tj. 2,76 MOA. Protože se odstřelovací varianta samonabíjecí pušky SVT-40 příliš neosvědčila, odstřelovací puška Mosin zůstala ve výzbroji po celou druhou světovou válku až do 60. let, kdy byla konečně nahrazena odstřelovací puškou SVD.
Ze staršího modelu vzor 1907 vznikla roku 1938 karabina Mosin-Nagant vzor 1938 určená pro jezdectvo, spojaře a specialisty. Od ní byla v roce 1944 odvozena karabina vzor 1944 (lišila se pouze sklopným bodákem podél hlavně). Karabina vzor 1944 měla tvořit standardní výzbroj pěchoty a spolu s jejím zavedením do používání byla ukončena výroba dřívější pušky M 1891/30.
Pušky s odsuvným válcovým závěrem byly během druhé světové války úspěšně nahrazeny samonabíjecími puškami Tokarev SVT-40 a Simonov SKS-45, které dále následoval legendární model AK-47. Přesto se puška Mosin-Nagant používala až do konce padesátých let a ještě dodnes se používá nejen při přehlídkách ale i u různých čestných jednotek a karabiny vzor 1938 a 1944 se ještě aktivně užívají v Číně a na Dálném východě. V průběhu rusko-ukrajinské války o Donbas a Krym po roce 2014 začaly pušky mosin používat miliční jednotky na východě Ukrajiny.

## Varianty

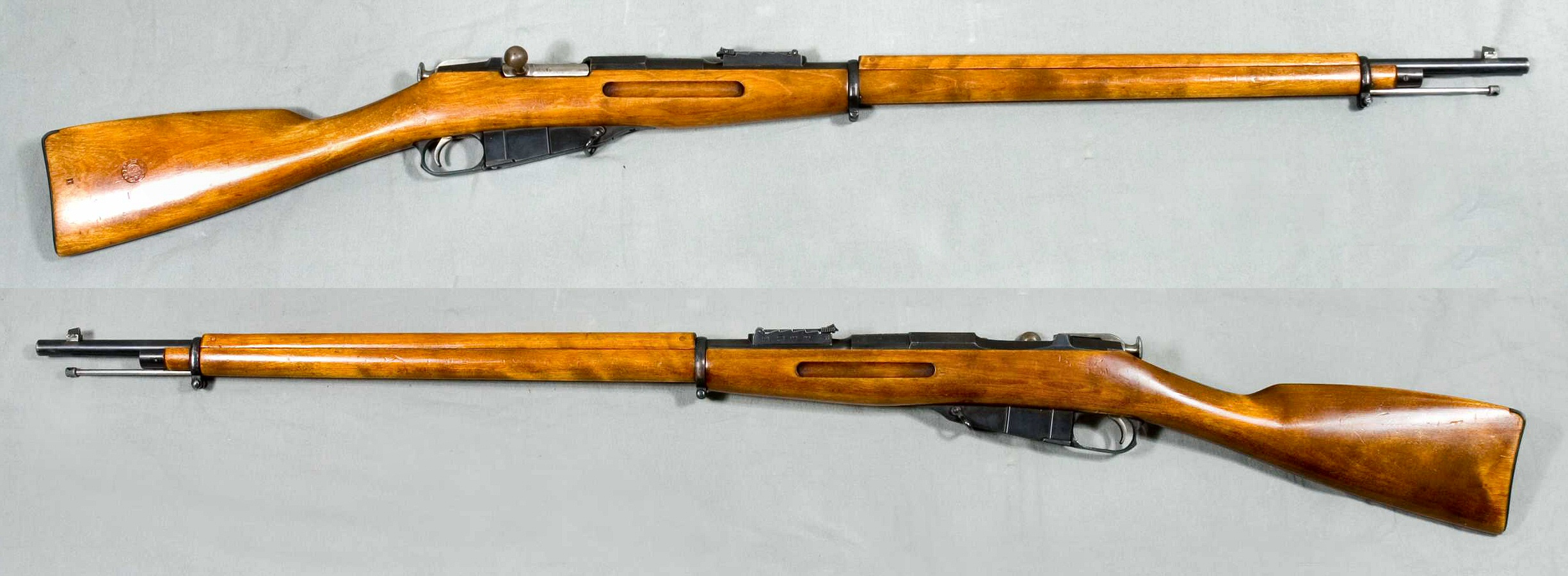
Mosin–Nagant Model 1891

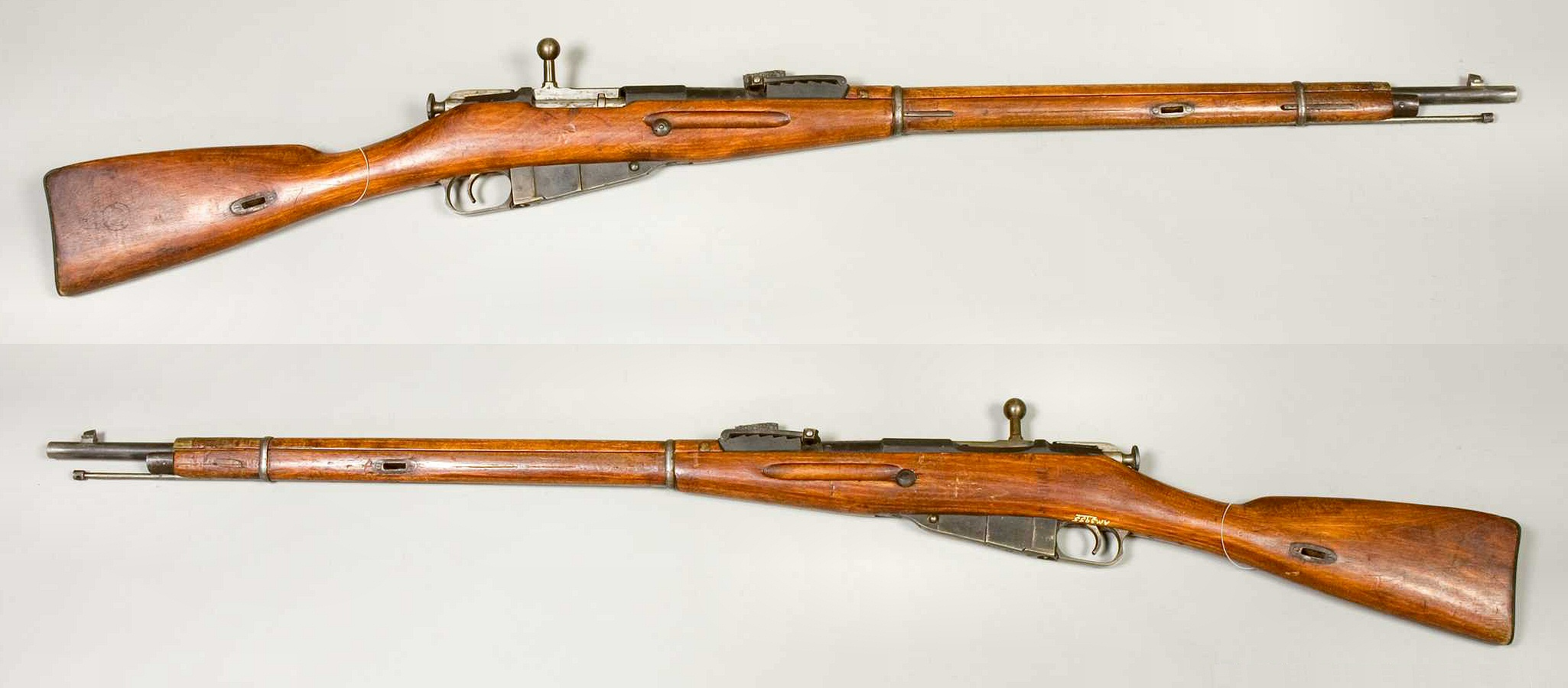
Mosin–Nagant Model 1891, dragounská puška. (v odemčené poloze)

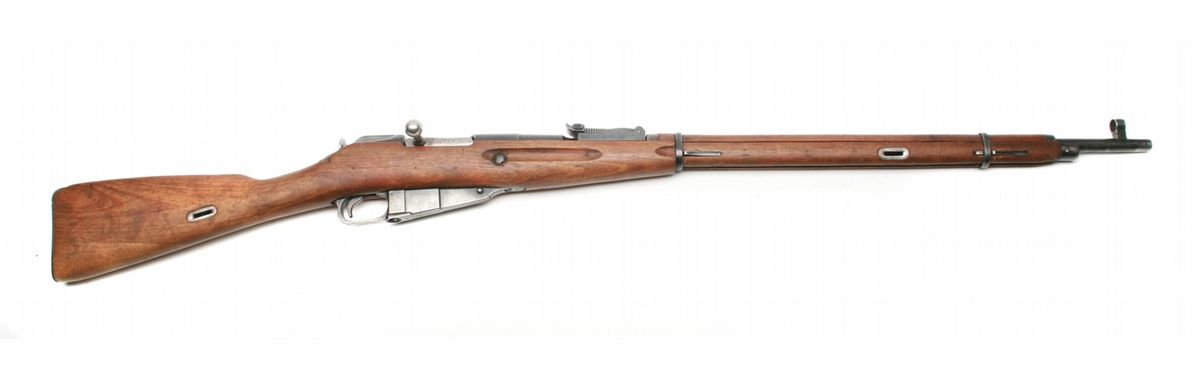
Mosin–Nagant Model 1891/30

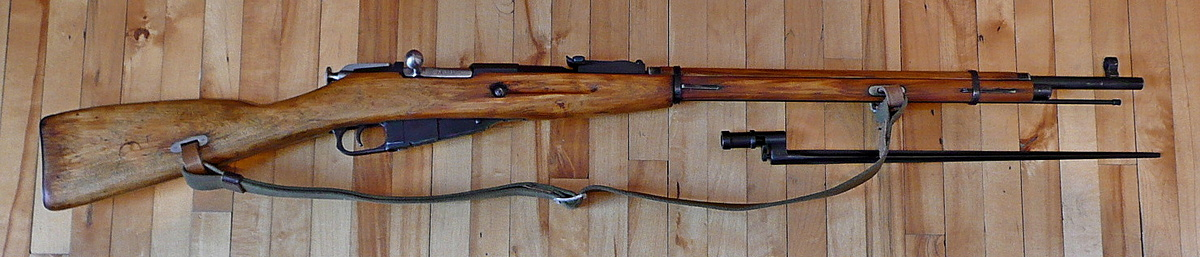
Mosin–Nagant Model 1891/30 (1933)

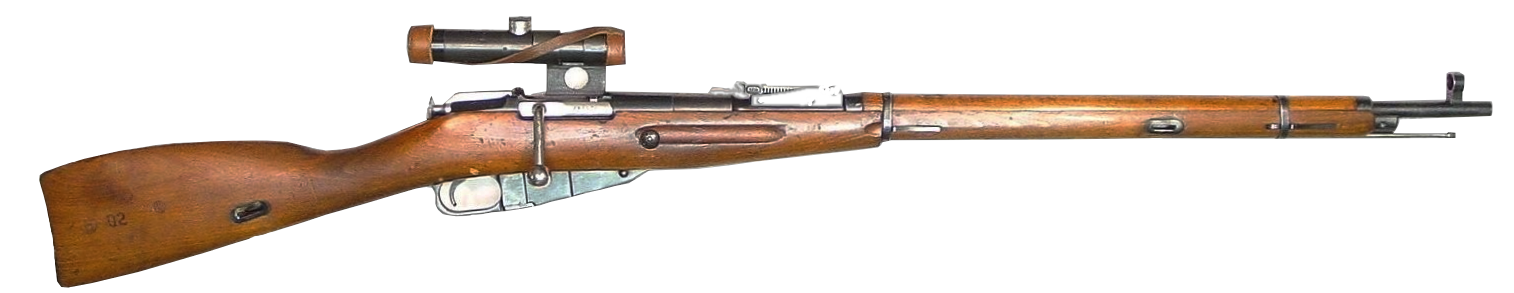
Odstřelovací puška Model 1891/30 s puškohledem PU 3.5×21

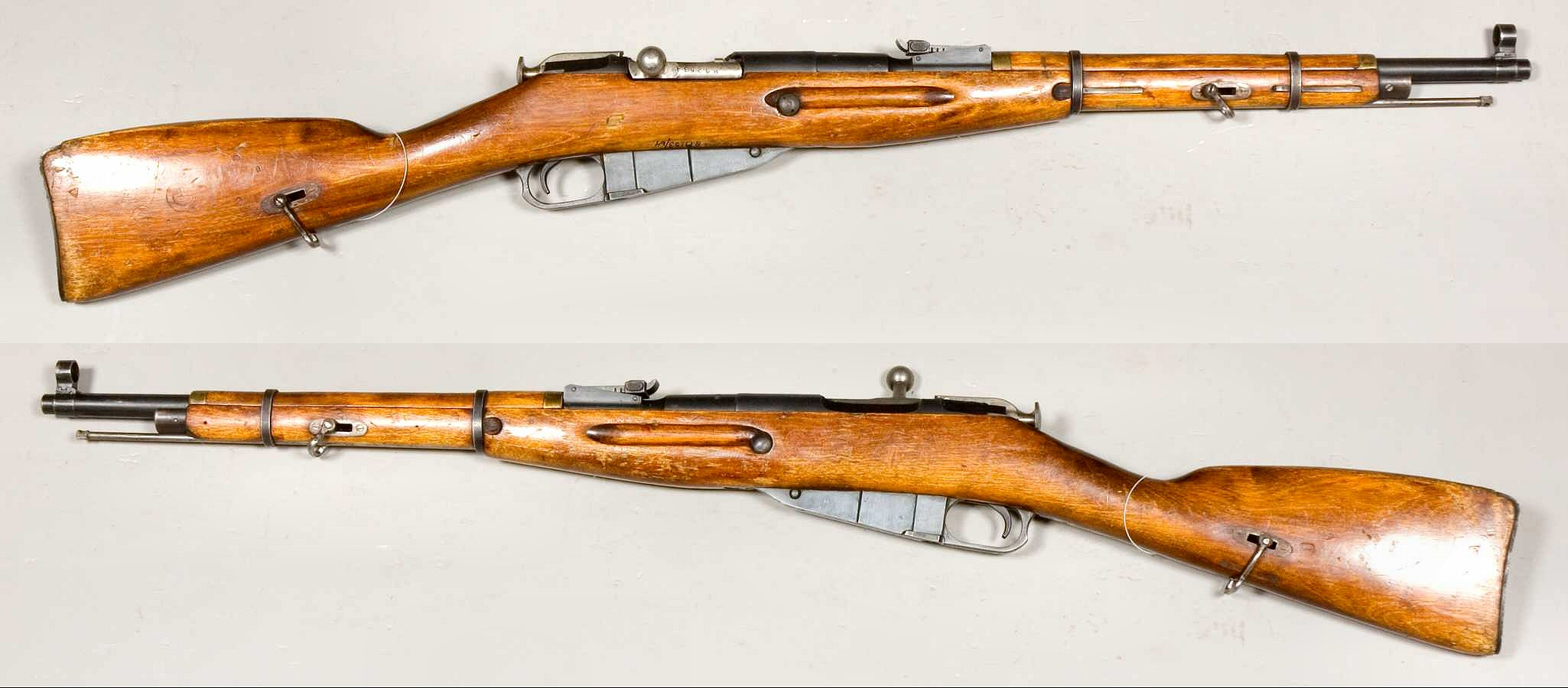
Karabina Mosin–Nagant Model 1938

- puška Mosin-Nagant vzor 1891 pěchotní – první verze, základní zbraň pěchoty
- puška Mosin-Nagant vzor 1891 dragounská – pro použití u jízdní pěchoty (dragounů), byla o 64 mm kratší a o 0,4 kg lehčí než pěchotní verze, má jiné objímky pažby přidržované odpruženým záchytem
- puška Mosin-Nagant vzor 1891 kozácká – pro kozáky, stejná jako dragounská puška, ale nedovolovala upevnění bodáku
- karabina Mosin-Nagant vzor 1907 – karabina pro jezdectvo, ženisty a jiné specialisty, délka zbraně 1015 mm, objímky pažby stejné jako dragounská puška, nadpažbí u hledí bylo protaženo do zadní části hlavně
- puška Mosin-Nagant vzor 1891/10 – zmodernizované pušky z roku 1910, opět ve všech 3 provedeních (pěchotní, dragounská, kozácká)
- karabina Mosin-Nagant vzor 1910 – zmodernizovaná karabina vzor 1907
- puška Mosin-Nagant vzor 1891/30 – nejznámější verze, vycházela z dragounské pušky, pouze jedno provedení (rozdělení pušek na pěchotní, dragounské a kozácké bylo zrušeno)
- odstřelovací puška Mosin-Nagant vzor 1891/30 – puška vzor 1891/30 s puškohledy PE, PEM a nejčastěji PU
- karabina Mosin-Nagant vzor 1938 – délka zbraně 1020 mm
- karabina Mosin-Nagant vzor 1944 – karabina vzor 1938 s neodnímatelným sklopným bodákem
- karabina Mosin-Nagant vzor 1891/59 – existující pušky vzor 1891/30 byly v roce 1959 zkráceny na délku 1010 mm

### Mosin-Nagant vzor 1891 pěchotní
Technické údaje
- Ráže: 7,62 x 54R
- Zásobník: integrovaná nábojová schránka
- Kapacita: 5 nábojů
- Záchyt zásobníku: není
- Typ zbraně: opakovací s odsuvným válcovým závěrem
- Režim střelby: jednotlivými ranami
- Uzamčení závěru: uzamykacími ozuby
- Úsťová rychlost: 620 m/s
- Celková délka: 1306 mm (bez bodáku), 1734 mm (se vztyčeným bodákem)
- Délka hlavně: 800 mm
- Hmotnost: 3,99 kg (bez bodáku), 4,3 kg (s bodákem)
- Mířidla: jednoduché posuvné hledí
- Hlední dálka: 2700 kroků
- Manuální pojistka: matici závěru lze uzamknout vytažením a pootočením o čtvrt otáčky
- Pažba: dřevo

### Mosin-Nagant vzor 1891/30
Technické údaje
- Ráže: 7,62 x 54R
- Zásobník: integrovaná nábojová schránka
- Kapacita: 5 nábojů
- Záchyt zásobníku: není
- Typ zbraně: opakovací s odsuvným válcovým závěrem
- Režim střelby: jednotlivými ranami
- Uzamčení závěru: uzamykacími ozuby
- Úsťová rychlost: 865 m/s
- Celková délka: 1232 mm (bez bodáku), 1660 mm (se vztyčeným bodákem)
- Délka hlavně: 729 mm
- Hmotnost: 4,0 kg (bez bodáku), 4,5 kg (s bodákem)
- Mířidla: posuvné hledí a muška s kruhovým chránítkem
- Hlední dálka: 2000 m
- Manuální pojistka: matici závěru lze uzamknout vytažením a pootočením o čtvrt otáčky
- Pažba: dřevo

### Mosin-Nagant vzor 1938 karabina
Technické údaje
- Ráže: 7,62 x 54R
- Zásobník: integrovaná nábojová schránka
- Kapacita: 5 nábojů
- Záchyt zásobníku: není
- Typ zbraně: opakovací s odsuvným válcovým závěrem
- Režim střelby: jednotlivými ranami
- Uzamčení závěru: uzamykacími ozuby
- Úsťová rychlost: 820 m/s
- Celková délka: 1020 mm
- Délka hlavně: 512 mm
- Hmotnost: 3,47 kg
- Mířidla: posuvné hledí a muška s kruhovým chránítkem
- Hlední dálka: 1000 m
- Manuální pojistka: matici závěru lze uzamknout vytažením a pootočením o čtvrt otáčky
- Pažba: dřevo

### Mosin-Nagant vzor 1944 karabina
Technické údaje
- Ráže: 7,62 x 54R
- Zásobník: integrovaná nábojová schránka
- Kapacita: 5 nábojů
- Záchyt zásobníku: není
- Typ zbraně: opakovací s odsuvným válcovým závěrem
- Režim střelby: jednotlivými ranami
- Uzamčení závěru: uzamykacími ozuby
- Úsťová rychlost: 820 m/s
- Celková délka: 1020 mm (bez bodáku), 1330 mm (se vztyčeným bodákem)
- Délka hlavně: 517 mm
- Hmotnost: 3,9 kg
- Mířidla: posuvné hledí a muška s kruhovým chránítkem
- Hlední dálka: 1000 m
- Manuální pojistka: matici závěru lze uzamknout vytažením a pootočením o čtvrt otáčky
- Pažba: dřevo